# Náboženství pygmejů Mbuti
Náboženství pygmejů Mbuti (Mbuti mythology) je tradiční africké náboženství pygmejského etnika Mbuti (plurál BaMbuti) žijícího na březích řeky Kongo. Pygmejové jsou pravděpodobně nejstaršími lidskými obyvateli střední Afriky. Jejich život zůstal po mnohá tisíciletí kulturního vývoje lidstva velmi prostý, přesto mají bohaté náboženské tradice. Pygmejové stojí také u zrodu komplexního náboženství bwiti, v němž jde o hluboké sebepoznání, nahlédnutí skutečné reality za pomoci složitých inciačních obřadů, při nichž se přijímá velké množství silně halucinogení ibogy.

## Nejvyšší bůh Khonvoum a nižší bohové
Pygmejové Mbuti znají rozličné bohy. Ústně o nich tradují prastaré mytologické příběhy. Nejvyšším bohem panteonu pygmejů Mbuti je Khonvoum – bůh lovu, vládnoucí za pomoci luku vyrobeného ze dvou hadů, jevící se lidem jako duha. Každý den po soumraku Khonvoum shromažďuje hvězdy, vrhá je do slunce, aby slunce oživil pro další den. Může se sklánět k lidem prostřednictvím boha bouře a hromu Gora, který se může jevit také jako slon. Jindy může přijít za člověkem v podobě chameleona. Bůh Khonvoum stvořil podle pygmejů Mbuti člověka z hlíny. Bůh měsíce se mezi pygmeji Mbuti nazývá Arebati, avšak podle tradice jiných kmenů žijících ve stejné oblasti je Arebati stvořitelem lidí. Bůh lesů, který dodává lovcům zvěř, se nazývá Tore, který může být také chápán jako bůh bouře. Vztah Tora a Gora je podle afrikanisty a religionisty Ondřeje Havelky nejasný, může jít o jedno božstvo a různou výslovnost v různých dialektech. Tore se v iniciačních rituálech projevuje jako leopard.

## Příchod smrti a duše megbe
V bantuských náboženstvích v oblasti střední Afriky je s příchodem smrti spjatá ještěrka a chameleon, ovšem pygmejové Mbuti mají svůj originální mýtus. Podle jejich tradice první pygmejové ukradli Torovi oheň. Tore je pronásledoval, ovšem nechytil a když se vrátil domů, zjistil, že jeho matka mezitím zemřela. Za trest rozhodl, že lidé budou smrtelní.
Duše člověka se mezi pygmeji Mbuti nazývá megbe. Když pygmej zemře, jeho nejstarší potomek přiloží svá ústa na ústa nebožtíka a vdechne část jeho duše. Tím zajistí určité přežívání zemřelého ve svém rodu. Další část duše zemřelého by měla obývat zvíře, které má kmen na svém totemu. U pygmejů Mbuti je to obvykle šimpanz nebo leopard. Pokud potomek nevdechne část duše nebo je kmenové zvíře zabito, zmizí duše zemřelého v džungli, kde se stane bytostí zvanou lodi a takto žije s jí podobnými navěky. Podle jiné verze tradice se část duše transformuje do lodi vždy.
Stejně jako ostatní středoafričtí pygmejové, dosahují také pygmejové etnika Mbuti relativně malého vzrůstu, dospělí muži většinou nedosáhnou výšky 150 cm. Žijí v menších skupinkách v počtu dvaceti až šedesáti lidí. Celkem je pygmejů Mbuti podle odhadů přibližně 30 až 40 tisíc osob.